# Eski Saray
Eski Saray (turkiska: "Gamla Palatset"), även känt som Sarây-ı Atîk-i Âmire, var ett palatskomplex i Istanbul i Turkiet mellan 1455 och 1687. Det var det första residenset för de osmanska härskarna i Konstantinopel och kallas därför "Gamla Palatset", medan dess efterträdare Topkapipalatset länge kallades "Nya Palatset". 
Omedelbart efter Konstantinopels fall 1453 lät sultan Mehmet II ersätta det bysantinska kejserliga residenset, Blachernaipalatset, med ett osmanskt palats. Eski Saray ska ha stått färdigt att bo i redan 1455, men byggnationen avslutades helt först 1458. Det bestod av ett flertal byggnader – ett harem, kejserliga rådet, tronsalen  och ett område för jakt innanför en blå mur. 
Eski Saray var bara permanent bostad för sultanen i tjugo år. 1478 stod Topkapıpalatset färdigt att bo i och därefter bodde sultanen i "Nya Palatset", medan han lämnade kvar sitt harem i "Gamla Palatset", som han besökte regelbundet varje vecka. 1540–1541 eldhärjades palatset, och därefter flyttade sultanens harem permanent till Topkapıpalatset, där den regerande sultanens harem i fortsättningen bodde tillsammans med honom. 
Eski Saray användes sedan i fortsättningen som bostad för döda sultaners mödrar och före detta konkubiner och för släktingar som hade förvisats från hovet av sultanen. 
Palatset brann slutligen ned 1687. Vid det tillfället avled Muazzez Sultan, mor till Ahmed II. Palatset byggdes inte upp igen efter branden. Det finns inga kända rester kvar av byggnaden. Idag finns Istanbuls universitet vid Beyazıttorget där Eski Saray låg.